# Роджер Чаффі
Роджер Брюс Ча́ффі (англ. Roger Bruce Chaffee; 15 лютого 1935, Гренд-Репідс, штат Мічиган, США — 27 січня 1967, випробувальний полігон на мисі Кеннеді) — астронавт США, лейтенант ВМС. У групі астронавтів з 1963 року.
Загинув разом з В. Гріссомом і Е. Вайтом під час наземних випробувань першого корабля «Аполлон».
Ім'я космонавта увічнено у скульптурі «Полеглий астронавт» на Місяці (1971).